# Famille Benoist de Laumont
Pour les articles homonymes, voir Benoist.
La famille Benoist de Laumont est une famille française originaire de Valenciennes (Hainaut), éteinte en 1915, dont l'un des membres fut anobli par le roi Louis XVIII, par lettres patentes du 3 août 1816.
Cette famille a donné des magistrats et des officiers.

## Histoire

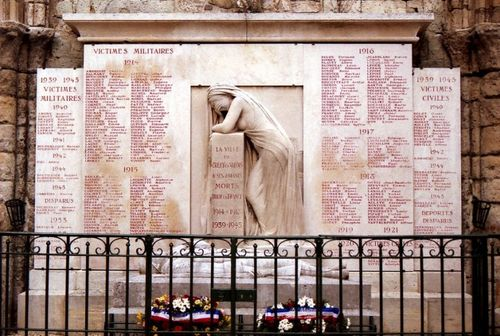
Le monument aux morts de Crépy-en-Valois

François-Joseph Benoist (1756-1833), maire de Valenciennes, est anobli en 1816, mais il meurt sans postérité en 1833. Il avait adopté son neveu François-Joseph II Benoist.
Par décret du 21 juin 1873, les Benoist furent autorisés à joindre à leur nom celui de Laumont, tiré d'une propriété qu'ils possédaient dans le Nord, à Sommaing.
Armand Marquiset (1900-1981), fondateur — entre autres — de l'œuvre caritative les Petits Frères des pauvres, est le fils du comte romain Alfred Marquiset et d'Anne Benoist de Laumont, fille d'Aymar Benoist de Laumont (voir plus bas).
Le nom s'éteignit avec Jacques Benoist de Laumont, tué à l'ennemi à Agny-lès-Arras au début de la deuxième bataille de l'Artois, le 25 septembre 1915.
À la demande de sa mère Marie-Henriette Bernard de Sassenay, le sculpteur Albert Bartholomé donna les traits de Jacques au soldat gisant du monument aux morts de Crépy-en-Valois (Oise). Il s'agit de la réplique de la statue funéraire de celui-ci, qu'elle lui avait commandée, en 1918, afin qu'en soit ornée sa tombe, située à Gouy-en-Artois,,.

## Filiation
Deux personnalités notables descendent de Pierre Benoist (1719-1772) :
- François-Joseph Benoist (1756-1833) ;
- Armand Marquiset Benoist de Laumont (1900-1981) : Armand Marquiset qui, à la suite d'un jugement du 24 juin 1924, porte le nom de « Marquiset Benoist de Laumont »[5] (un décret autorisa les aînés de famille à relever le patronyme d'un parent mort à la guerre quand il tomberait sans cela en désuétude[6]).

- Pierre Benoist (1719-1772), bourgeois de Valenciennes, apothicaire[2]. Il épouse Marie-Angélique de Bavay (1725-1807).
  - François-Joseph Benoist (1756-1833), maire de Valenciennes sous la Restauration et député du Nord dans la fameuse Chambre introuvable (22 août 1815 - 5 septembre 1816). Sans alliance, il adopte son neveu François-Joseph II[2].
  - Charles Augustin Benoist (1765-1817), épouse Victoire-Pacifique Hyolle (1767-1818).
    - François-Joseph II Benoist (1796-1865), conseiller à la cour de Douai. Il est adopté par son oncle François-Joseph[2]. Il épouse Valérie Lahure (1819-1905).
      - Adélaïde Adrienne Benoist de Laumont (1840-1905), épouse Léonce Guiraud (1829-1873), puis veuf épouse en secondes noces Fernand de Parseval (1840-1909), colonel d'infanterie, gouverneur militaire de Monseigneur le duc d'Orléans, chevalier de l'ordre national de la Légion d'honneur, chevalier de l'ordre de Malte[7].
      - Aymar Benoist de Laumont (1842-1915), chef d’escadron de cavalerie, officier de l'ordre national de la Légion d'honneur[8]. Il épouse Marie-Henriette Bernard de Sassenay[2] (1855-1930).
        - Anne Benoist de Laumont (1878-1967), épouse Alfred Marquiset (1866-1920), mort pour la France, croix de guerre, chevalier de l'ordre national de la Légion d'honneur[8].
          - Armand Marquiset (1900-1981), fondateur — entre autres — de l'œuvre caritative les Petits Frères des pauvres.

        - Claude-Elisabeth Benoist de Laumont (1880-1893).
        - Jacques Étienne Benoist de Laumont (1891-1915), sergent au 66e régiment d'infanterie, cité à l’ordre de l’Armée, croix de Guerre, médaille militaire, tué à l'ennemi[9],[8].

      - Lucien Benoist de Laumont (1844-1904), épouse Christine Mathilde Gould (1843-1902).
        - Adrienne Benoist de Laumont (1869-1921), épouse Jean-Maurice de Saint-Léger (1863-1945), dont postérité.
        - Marguerite Benoist de Laumont (1871-1934), épouse Frédéric Flamen d'Assigny (1862-1942), sans postérité.
        - Christine Benoist de Laumont (1878-1956), épouse Albert Scrive (1872-1941), dont postérité.

## Armes
- D'or, à une tige de lis de jardin au naturel, terrassée de sinople et adextrée d'un lévrier assis de sable, colleté d'argent, la tête contournée ; au chef d'azur, chargé d'un soleil d'or.

## Pour approfondir